# Водосховище Великий Гноянець
Водосховище «Великий Гноянець» — водосховище, що розташоване на лівій притоці річки Гноянець в Яворівському районі Львівської області на схід від села Терновиця. Площа озера — 0,6 км², повна ємність — 1,62 млн м³, корисна ємність — 1,27 млн м³. Балансоутримувач КРГ «Яворівське». Використовується для організації любительського та спортивного рибальства.